# Adam Rapacki
Adam Rapacki (24 de diciembre de 1909–10 de octubre de 1970) fue un político y diplomático polaco.

## Biografía
Rapacki nació en Lemberg, Austria-Hungría, el 24 de diciembre de 1909. En el periodo de entreguerras, perteneció a diversas organizaciones socialistas y, como soldado en 1939, fue apresado por los alemanes.
Perteneció al Partido Socialista Polaco entre 1945 y 1948, así como a su sucesor, el Partido Obrero Unificado Polaco. Formó parte del Politburó del Comité Central entre 1948 y 1968. Fue nombrado ministro de la Marina, y tres años después pasó a la dirección de Enseñanza Superior. En 1956, formó parte del gabinete de Józef Cyrankiewicz con la cartera de Asuntos Exteriores. El 2 de octubre de 1957, presentó ante las Naciones Unidas su plan para una zona libre de armas nucleares en Europa Central (Checoslovaquia, Polonia y las dos Alemanias), conocido como el Plan Rapacki.
A raíz de la campaña antisemita de 1968, Rapacki se retiró de la vida política en marzo de ese mismo año.
Rapacki murió en Varsovia el 10 de octubre de 1970, a la edad de 60 años.